# Masmolets
Masmolets és una entitat de població del municipi de Valls, a l'Alt Camp. L'any 2005 tenia 10 habitants censats.
Es troba a uns 3 km al nord del nucli urbà de Valls, a uns 300 m d'altitud, i s'hi accedeix des de la carretera N-240. Depèn eclesiàsticament de Fontscaldes, i des del segle xiii formava part de la universitat de Valls. A més del nucli principal, comprèn un seguit de masos i una petita urbanització anomenada "les Parcel·les de Palau de Reig", a què s'accedeix per un estret camí asfaltat.